# Fosterovenator
Fosterovenator churei
Genre
Espèce
Fosterovenator (signifiant « chasseur de Foster ») est un genre éteint de dinosaures du clade des Ceratosauria de la famille des Ceratosauridae connu de la formation Morrison du Jurassique supérieur du Wyoming, États-Unis. L'holotype est YPM VP 058267A, B, et C, un tibia avec un astragale articulé. Un spécimen supplémentaire est connu, le paratype YPM VP 058267D, une fibula d'un individu plus grand.

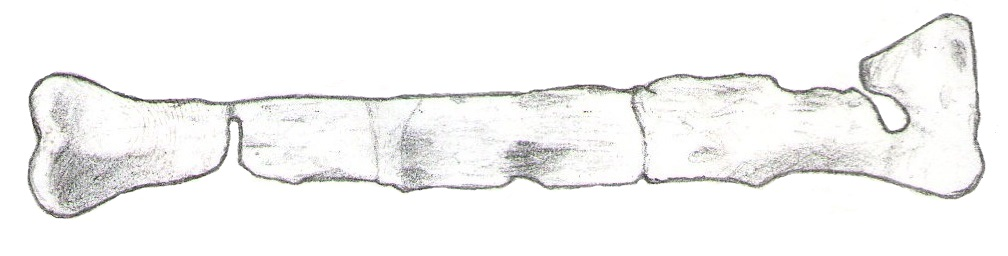
Fibula droite, du spécimen paratype YPM VP 058267D

Les restes de l'holotype ont été découverts en 1879 par Arthur Lakes à Como Bluff, Wyoming, et consistent en un tibia droit presque complet avec un astragale co-ossifié, probablement d'un juvénile. Le paratype consiste en une fibula droite complète mesurant 27,5 cm de long et appartenant à un individu beaucoup plus grand. La forme générale du matériel connu est similaire à celle de Elaphrosaurus, mais les affinités avec les Ceratosauria de Fosterovenator (du moins du paratype) ont été remises en question.

## Étymologie
Le type et seule espèce est Fosterovenator churei. Le nom générique Fosterovenator a été nommé en 2014 par S. G. Dalman pour John Russell Foster et le mot latin venator (« chasseur »). Le nom spécifique churei est nommé pour Daniel J. Chure.